# Burey-en-Vaux
Burey-en-Vaux è un comune francese di 139 abitanti situato nel dipartimento della Mosa nella regione del Grand Est.

## Società

### Evoluzione demografica
Abitanti censiti